# 卡武尼夫卡 (扎波罗热州)
47°18′31″N 35°26′41″E / 47.30861°N 35.44472°E
卡武尼夫卡（烏克蘭語：Кавунівка）是位於烏克蘭東南部的村莊，由扎波羅熱州瓦西里夫卡區的羅茲多爾市鎮負責管轄。該村始建於1921年，面積0.57平方公里，海拔高度90米，2001年人口120，人口密度每平方公里210.5人。